# Lijst van premiers van Turkije
Dit is een chronologische lijst van premiers van Turkije sinds de oprichting van de moderne Turkse staat in 1922 tot de afschaffing van het ambt in 2018.

## Premiers van Turkije (1923-2018)
| Nr.  | Premier      | Premier                           | Kabinet           | Ambtstermijn      | Ambtstermijn      | Partij             |
| ---- | ------------ | --------------------------------- | ----------------- | ----------------- | ----------------- | ------------------ |
| 1    |              | İsmet İnönü (1884-1973)           | 1ste kabinet      | 1 november 1923   | 6 maart 1924      | CHP                |
| 1    | 2de kabinet  | İsmet İnönü (1884-1973)           | 6 maart 1924      | 22 november 1924  |                   | CHP                |
| 2    |              | Ali Fethi Okyar (1880-1943)       |                   | 22 november 1924  | 3 maart 1925      | CHP                |
| (1)  |              | İsmet İnönü (1884-1973)           | 3de kabinet       | 4 maart 1925      | 1 november 1927   | CHP                |
| (1)  | 4de kabinet  | İsmet İnönü (1884-1973)           | 1 november 1927   | 27 september 1930 |                   | CHP                |
| (1)  | 5de kabinet  | İsmet İnönü (1884-1973)           | 27 september 1930 | 4 mei 1931        |                   | CHP                |
| (1)  | 6de kabinet  | İsmet İnönü (1884-1973)           | 4 mei 1931        | 1 maart 1935      |                   | CHP                |
| (1)  | 7de kabinet  | İsmet İnönü (1884-1973)           | 1 maart 1935      | 25 oktober 1937   |                   | CHP                |
| 3    |              | Celal Bayar (1883-1886)           | 1ste kabinet      | 25 oktober 1937   | 11 november 1938  | CHP                |
| 3    | 2de kabinet  | Celal Bayar (1883-1886)           | 11 november 1938  | 25 januari 1939   |                   | CHP                |
| 4    |              | Refik Saydam                      | 1ste kabinet      | 25 januari 1939   | 3 april 1939      | CHP                |
| 4    | 2de kabinet  | Refik Saydam                      | 3 april 1939      | 8 juli 1942       |                   | CHP                |
| -    |              | Ahmet Fikri Tüzer waarnemend      |                   | 8 juli 1942       | 9 juli 1942       | CHP                |
| 5    |              | Şükrü Saracoğlu (1887-1953)       | 1ste kabinet      | 9 juli 1942       | 9 maart 1943      | CHP                |
| 5    | 2de kabinet  | Şükrü Saracoğlu (1887-1953)       | 9 maart 1943      | 7 augustus 1946   |                   | CHP                |
| 6    |              | Recep Peker (1888-1950)           |                   | 7 augustus 1946   | 10 september 1947 | CHP                |
| 7    |              | Hasan Saka                        | 1ste kabinet      | 10 september 1947 | 10 juni 1948      | CHP                |
| 7    | 2de kabinet  | Hasan Saka                        | 10 juni 1948      | 16 januari 1949   |                   | CHP                |
| 8    |              | Şemsettin Günaltay                |                   | 16 januari 1949   | 22 mei 1950       | CHP                |
| 9    |              | Adnan Menderes (1899-1961)        | 1ste kabinet      | 22 mei 1950       | 9 maart 1951      | DP                 |
| 9    | 2de kabinet  | Adnan Menderes (1899-1961)        | 9 maart 1951      | 17 mei 1954       |                   | DP                 |
| 9    | 3de kabinet  | Adnan Menderes (1899-1961)        | 17 mei 1954       | 9 december 1955   |                   | DP                 |
| 9    | 4de kabinet  | Adnan Menderes (1899-1961)        | 9 december 1955   | 25 november 1957  |                   | DP                 |
| 9    | 5de kabinet  | Adnan Menderes (1899-1961)        | 25 november 1957  | 27 mei 1960       |                   | DP                 |
| 10   |              | Cemal Gürsel (1895-1966)          | 1ste kabinet      | 30 mei 1960       | 5 januari 1961    | Militaire regering |
| 10   | 2de kabinet  | Cemal Gürsel (1895-1966)          | 5 januari 1961    | 27 oktober 1961   |                   | Militaire regering |
| -    |              | Emin Fahrettin Özdilek waarnemend |                   | 27 oktober 1961   | 20 november 1961  | Onafhankelijk      |
| (1)  |              | İsmet İnönü (1884-1973)           | 8ste kabinet      | 20 november 1961  | 25 juni 1962      | CHP                |
| (1)  | 9de kabinet  | İsmet İnönü (1884-1973)           | 25 juni 1962      | 25 december 1963  |                   | CHP                |
| (1)  | 10de kabinet | İsmet İnönü (1884-1973)           | 25 december 1963  | 20 februari 1965  |                   | CHP                |
| 11   |              | Suad Hayri Ürgüplü                |                   | 20 februari 1965  | 27 oktober 1965   | AP                 |
| 12   |              | Süleyman Demirel (1924-2015)      | 1ste kabinet      | 27 oktober 1965   | 3 november 1969   | AP                 |
| 12   | 2de kabinet  | Süleyman Demirel (1924-2015)      | 3 november 1969   | 6 maart 1970      |                   | AP                 |
| 12   | 3de kabinet  | Süleyman Demirel (1924-2015)      | 6 maart 1970      | 26 maart 1971     |                   | AP                 |
| 13   |              | Nihat Erim                        | 1ste kabinet      | 26 maart 1971     | 11 december 1971  | Onafhankelijk      |
| 13   | 2de kabinet  | Nihat Erim                        | 11 december 1971  | 22 mei 1972       |                   | Onafhankelijk      |
| 14   |              | Ferit Melen                       |                   | 22 mei 1972       | 15 april 1973     | CGP                |
| 15   |              | Naim Talu                         |                   | 15 april 1973     | 26 januari 1974   | Onafhankelijk      |
| 16   |              | Bülent Ecevit (1925-2006)         | 1ste kabinet      | 26 januari 1974   | 17 november 1974  | CHP                |
| 17   |              | Sadi Irmak (1904-1990)            |                   | 17 november 1974  | 31 maart 1975     | Onafhankelijk      |
| (12) |              | Süleyman Demirel (1924-2015)      | 4de kabinet       | 31 maart 1975     | 21 juni 1977      | AP                 |
| (16) |              | Bülent Ecevit (1925-2006)         | 2de kabinet       | 21 juni 1977      | 21 juli 1977      | CHP                |
| (12) |              | Süleyman Demirel (1924-2015)      | 5de kabinet       | 21 juli 1977      | 5 januari 1978    | AP                 |
| (16) |              | Bülent Ecevit (1925-2006)         | 3de kabinet       | 5 januari 1978    | 12 november 1979  | CHP                |
| (12) |              | Süleyman Demirel (1924-2015)      | 6de kabinet       | 12 november 1979  | 12 september 1980 | AP                 |
| 18   |              | Bülent Ulusu                      |                   | 21 september 1980 | 13 december 1983  | Onafhankelijk      |
| 19   |              | Turgut Özal (1927-1993)           | 1ste kabinet      | 13 december 1983  | 21 december 1987  | ANAP               |
| 19   | 2de kabinet  | Turgut Özal (1927-1993)           | 21 december 1987  | 9 november 1989   |                   | ANAP               |
| 20   |              | Yıldırım Akbulut (1935-2021)      |                   | 9 november 1989   | 23 juni 1991      | ANAP               |
| 21   |              | Mesut Yılmaz (1947)               | 1ste kabinet      | 23 juni 1991      | 20 november 1991  | ANAP               |
| (12) |              | Süleyman Demirel (1924-2015)      | 7de kabinet       | 20 november 1991  | 25 juni 1993      | DYP                |
| 22   |              | Tansu Çiller (1946)               | 1ste kabinet      | 25 juni 1993      | 5 oktober 1995    | DYP                |
| 22   | 2de kabinet  | Tansu Çiller (1946)               | 5 oktober 1995    | 30 oktober 1995   |                   | DYP                |
| 22   | 3de kabinet  | Tansu Çiller (1946)               | 30 oktober 1995   | 6 maart 1996      |                   | DYP                |
| (21) |              | Mesut Yılmaz (1947)               | 2de kabinet       | 6 maart 1996      | 28 juni 1996      | ANAP               |
| 23   |              | Necmettin Erbakan                 |                   | 28 juni 1996      | 30 juni 1997      | RP                 |
| (21) |              | Mesut Yılmaz (1947)               | 3de kabinet       | 30 juni 1997      | 11 januari 1999   | ANAP               |
| (16) |              | Bülent Ecevit (1925-2006)         | 4de kabinet       | 11 januari 1999   | 28 mei 1999       | Onafhankelijk      |
| (16) | 5de kabinet  | Bülent Ecevit (1925-2006)         | 28 mei 1999       | 18 november 2002  | DSP               |                    |
| 24   |              | Abdullah Gül (1950)               |                   | 18 november 2002  | 14 maart 2003     | AKP                |
| 25   |              | Recep Tayyip Erdoğan (1954)       | 1ste kabinet      | 14 maart 2003     | 29 augustus 2007  | AKP                |
| 25   | 2de kabinet  | Recep Tayyip Erdoğan (1954)       | 29 augustus 2007  | 14 juni 2011      |                   | AKP                |
| 25   | 3de kabinet  | Recep Tayyip Erdoğan (1954)       | 7 juli 2011       | 29 augustus 2014  |                   | AKP                |
| 26   |              | Ahmet Davutoğlu (1959)            | 1ste kabinet      | 29 augustus 2014  | 28 augustus 2015  | AKP                |
| 26   | 2de kabinet  | Ahmet Davutoğlu (1959)            | 28 augustus 2015  | 17 november 2015  |                   | AKP                |
| 26   | 3de kabinet  | Ahmet Davutoğlu (1959)            | 17 november 2015  | 24 mei 2016       |                   | AKP                |
| 27   |              | Binali Yıldırım (1955)            |                   | 24 mei 2016       | 9 juli 2018       | AKP                |

## Turkse premiers met de langste staat van dienst
| Naam                 | Aantal dagen | Opmerking                                                                                 |
| -------------------- | --- | ----------------------------------------------------------------------------------------- |
| İsmet İnönü          | 1 jaar en 20 dagen + 12 jaar en 205 dagen + 3 jaar en 93 dagen = 16 jaar en 318 dagen                                             | Heeft 10 kabinetten gevormd. De eerste twee perioden zijn in tijden van eenpartijstelsel. |
| Recep Tayyip Erdoğan | 11 jaar en 167 dagen | Heeft 3 kabinetten gevormd                                                                |
| Süleyman Demirel     | 5 jaar en 150 dagen + 2 jaar en 82 dagen + 0 jaar en 168 dagen + 0 jaar en 305 dagen + 1 jaar en 177 dagen = 10 jaar en 152 dagen | Heeft 7 kabinetten gevormd                                                                |
| Adnan Menderes       | 10 jaar en 5 dagen | Heeft 5 kabinetten gevormd                                                                |
| Turgut Özal          | 5 jaar en 322 dagen | Heeft 2 kabinetten gevormd                                                                |
| Bülent Ecevit        | 0 jaar en 296 dagen + 0 jaar en 20 dagen + 1 jaar en 311 dagen + 3 jaar en 311 dagen = 5 jaar en 208 dagen                        | Heeft 5 kabinetten gevormd                                                                |
| Şükrü Saraçoğlu      | 4 jaar en 29 dagen |                                                                                           |